# Alfonso Castro Valle
Alfonso Castro Valle (* 1914; † 1989) war ein mexikanischer Botschafter.

## Leben
Alfonso Castro Valle war mit Rosa María Kuhne verheiratet.
Alfonso Castro Valle war 1939 Kanzler der mexikanischen Botschaft in Madrid in der zweiten spanischen Republik. Juan Negrín reiste mit dem Diplomatenpass von Castro Valle nach Paris.
Alfonso Castro Valle wurde am 1. November 1942 zum Gesandten in China ernannt und war ab Januar 1944  als Botschaftssekretär der erste mexikanische Geschäftsträger in Chongqing bei der Kuomintang-Regierung von Chiang Kai-shek akkreditiert.
1950 wurde Alfonso Castro Valle in leitender Funktion im Bereich der Secretaría de Relaciones Exteriores beschäftigt.
1954 war Alfonso Castro Valle Mexikanischer Generalkonsul in Hamburg.
Ende der 1950 Alfonso Castro Valle hatte seine Residenz in Tokio und wurde am 1. Juni 1959 zum ersten Botschafter in Südkorea ernannt. Alfonso Castro Valle war Botschafter zur Zeit des Prager Frühlings.
Am 8. März 1971 wurde er zum Botschafter in der Türkei ernannt, er residierte in Ankara und wurde am 1. Juli 1971, auch bei der Regierung von Mohammad Reza Pahlavi akkreditiert. Ebenfalls mit Dienstsitz Ankara war er auch bei de Regierung in Pakistan von Zulfikar Ali Bhutto akkreditiert.
Alfonso Castro Valle arbeitete an der Präsenz von Mexiko in der Türkei und vermittelte Kontakte der Unternehmer dieser Zeit.

## Veröffentlichungen
- Gunter Meisner, Alfonso Castro Valle. A bizarre journey into a mystical underworld of Mexico, 1939.
- A short survey on Mexico's economy, 1956.
- Alfonso Castro Valle: una excepcional carrera diplomática, Graciela de Garay, México, SRE-IMR, 2008. 108 p. ISBN 978-607-446-002-5.

| Vorgänger                          | Amt                                                                       | Nachfolger                   |
| ---------------------------------- | ------------------------------------------------------------------------- | ---------------------------- |
| Miguel Ángel Menéndez Reyes        | Mexikanischer Geschäftsträger in Chongqing Januar 1944 bis 1. August 1945 | Heliodoro Escalante Ramírez  |
| Federico M. Siller                 | Mexikanischer Botschafter in Tokio 7. Juni 1959 bis 25. September 1962    | Rafael de la Colina Riquelme |
| —                                  | Mexikanischer Botschafter in Seul 7. Juni 1959 bis 25. September 1962     | Rafael de la Colina Riquelme |
| Federico M. Siller                 | Mexikanischer Botschafter in Jakarta 25. Oktober 1959 bis 1. Mai 1962     | Plutarco Albarrán López      |
| Francisco del Río y Cañedo         | Mexikanischer Botschafter in Prag 19. Juli 1963 bis 8. März 1971          | Bernardo Reyes Morales       |
| Ernesto Soto Reyes                 | Mexikanischer Botschafter in Ankara 10. April 1971 bis 25. März 1977      | Fernando Elías Calles Sáenz  |
| —                                  | Mexikanischer Botschafter in Teheran 3. Oktober 1971 bis 27. Oktober 1975 | Luis Jesús Weckmann Muñoz    |
| Francisco Castillo-Nájera Calvillo | Mexikanischer Botschafter in Stockholm 21. April 1977 bis 16. April 1982  | Juan José Bremer de Martino  |